# Arabská astrologie
Arabská astrologie je jednou z historických astrologických tradic, která udržovala a dále rozvíjela poznatky babylónských a helénských astrologů. Začala se rozvíjet spolu s územní expanzí islámu na Blízkém východě a ve Středomoří zhruba od 6. století po Kr. a vyvrcholila za vlády dynastie Abbásovců v 9. a 10. století. Na konci středověku se prostřednictvím islámských universit na evropském území přenesla do západní astrologické tradice.

## Historie

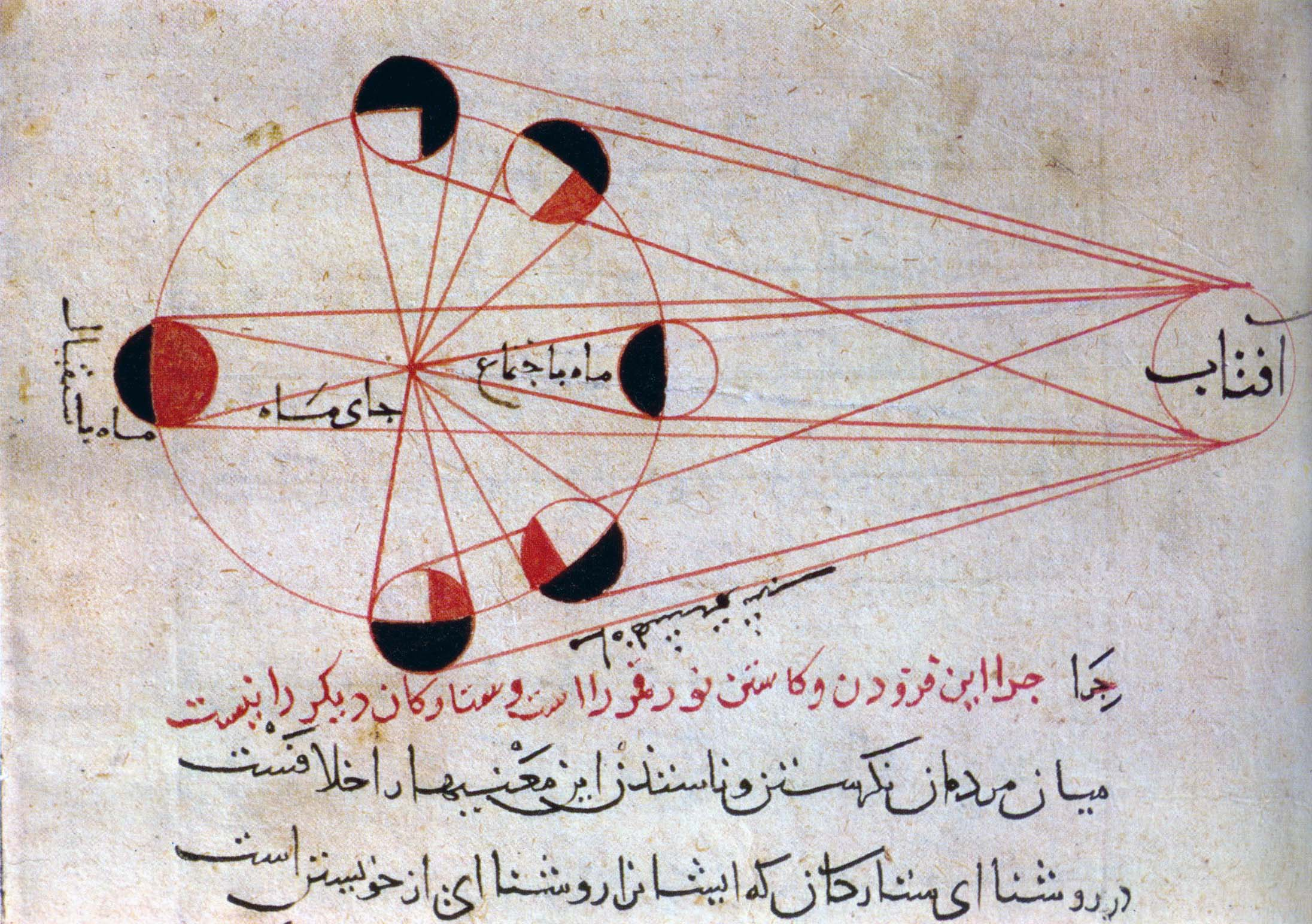
Ilustrace zatmění Měsíce ze středověkého rukopisu al-Birúního.

Když arabský vojevůdce Omar rozkázal v roce 641 spálit zbytky kdysi slavné alexandrijské knihovny s poukazem, že ty knihy buď již obsahují vědomosti obsažené v Koránu a jsou tak zbytečné, nebo tyto informace neobsahují a jsou tedy škodlivé, shořelo také mnoho řecky psaných astrologických spisů z helénského období. Přesto to byl právě islám, který se po pádu Říše římské stal nositelem vzdělanosti a poznání na mnoho století. Jistý fatalismus islámského náboženství byl astrologii poměrně nakloněn, a tak se staré astrologické tradice zpočátku vyučovaly a rozvíjely na muslimských universitách v Bagdádu a Damašku, kde působily velké skupiny astrologů v astrologických observatořích.
Koncem 8. století vznikl překlad indického astrologického textu Súrja Siddhánta do arabštiny a v 9. století začali arabští astrologové překládat klasická řecká astrologická díla například Ptolemaiova a Dorotheova. Arabští učenci do svých nauk zakomponovávali i zbytky poznatků babylónské a perské astrologie, které unikly prvotnímu náboženskému ničení. V roce 1030 sepsal o indických heliocentrických teoriích spis Ta'rikh al-Hind („Indické kroniky“) arabsky píšící perský astrolog Muhammad Abú ar Rajhán al-Birúní.
Od počátku 11. století převzaly roli hlavních center astrologických nauk islámské university na evropském území, v tehdejším islámském Španělsku. Svými astrologicko-lékařskými poznatky vynikaly zejména university v Grenadě a Seville. Prostřednictvím židovské migrace, která byla tolerována v muslimské i křesťanské oblasti Evropy, se tyto nauky šířily i do zbytku kontinentu.
Arabských astrologických spisů, včetně arabských překladů klasických spisů řeckých, se od poloviny 12. století v jižní Evropě ujímaly i některé křesťanské školy (např. ve francouzském Chartres), jejichž představitelé tato díla opětovně překládali do latiny. Tyto překlady stály u znovuzrození západní astrologické tradice a šířily se po celém kontinentu, dokonce až do Čech. V Evropě byly překonány až po staletích nástupem renesance a přímými překlady znovuobjevených helénských astrologických spisů z řečtiny.

## Arabské body
Jako arabské body jsou v astrologii označovány spekulativní body v horoskopu vypočítávané pomocí jednoduchých rovnic z ekliptikálních délek jiných prvků horoskopu (planety, ascendent, domy apod.) Nejsou sice původním přínosem arabské astrologie, ale v této tradici se jejich vypočítávání značně rozšířilo a zdokonalilo. Jejich soupisy zachovali ve svých dílech např. Albumasar a Aliboron, z nich čerpali středověcí astrologové v Evropě.

## Významní astrologové arabského období
- Abú Ma'šar al-Balchí (latinsky Albumasar)[1]
- Abú ar Rahján al-Birúní (latinsky Aliboron)
- Abú Jusúf Jakúb ibn Isák al-Kindí (latinsky Alkindus)
- Abú Bakr Muhammad ibn Zakaríja al-Rází (latinsky Rhazes)
- Abú Hasan Alí ibn Ridwan al-Misrí (latinsky Haly Abenrudian)
- Abú al-Sakr al-Kabísí Abd al-Azíz ibn Uthmán (latinsky Alcabitius)
- Abú al-Hasan Alí ibn Abí al-Rijál (latinsky Haly Abenragel)